# Konepura, Kolar
Konepura là một làng thuộc tehsil Kolar, huyện Kolar, bang Karnataka, Ấn Độ.